# Morlaas
Morlaas, o Morlás, (en francés, Morlàas; en occitano, Morlans) es una ciudad del sudoeste de Francia, situada en el departamento de los Pirineos Atlánticos, en la región de Nueva Aquitania. Tiene una población estimada, en 2018, de 4294 habitantes.
Está situada a unos 750 km al sudoeste de París y a unos 12 km del centro de Pau. 
Morlaas fue la capital del vizcondado de Bearn durante los siglos XI y XII. De esta época data la iglesia de Sainte-Foy, iniciada por el vizconde Céntulo V en 1080. Es un importante monumento de estilo románico del que se ha conservado la fachada. También destaca porque durante 600 años tuvo una fábrica de moneda (ceca) en el castillo de la Hourquie donde se acuñaban los morlaneses, una moneda propia de los vizcondes que circulaba con frecuencia por los territorios vecinos Navarra y Aragón.

## Geografía

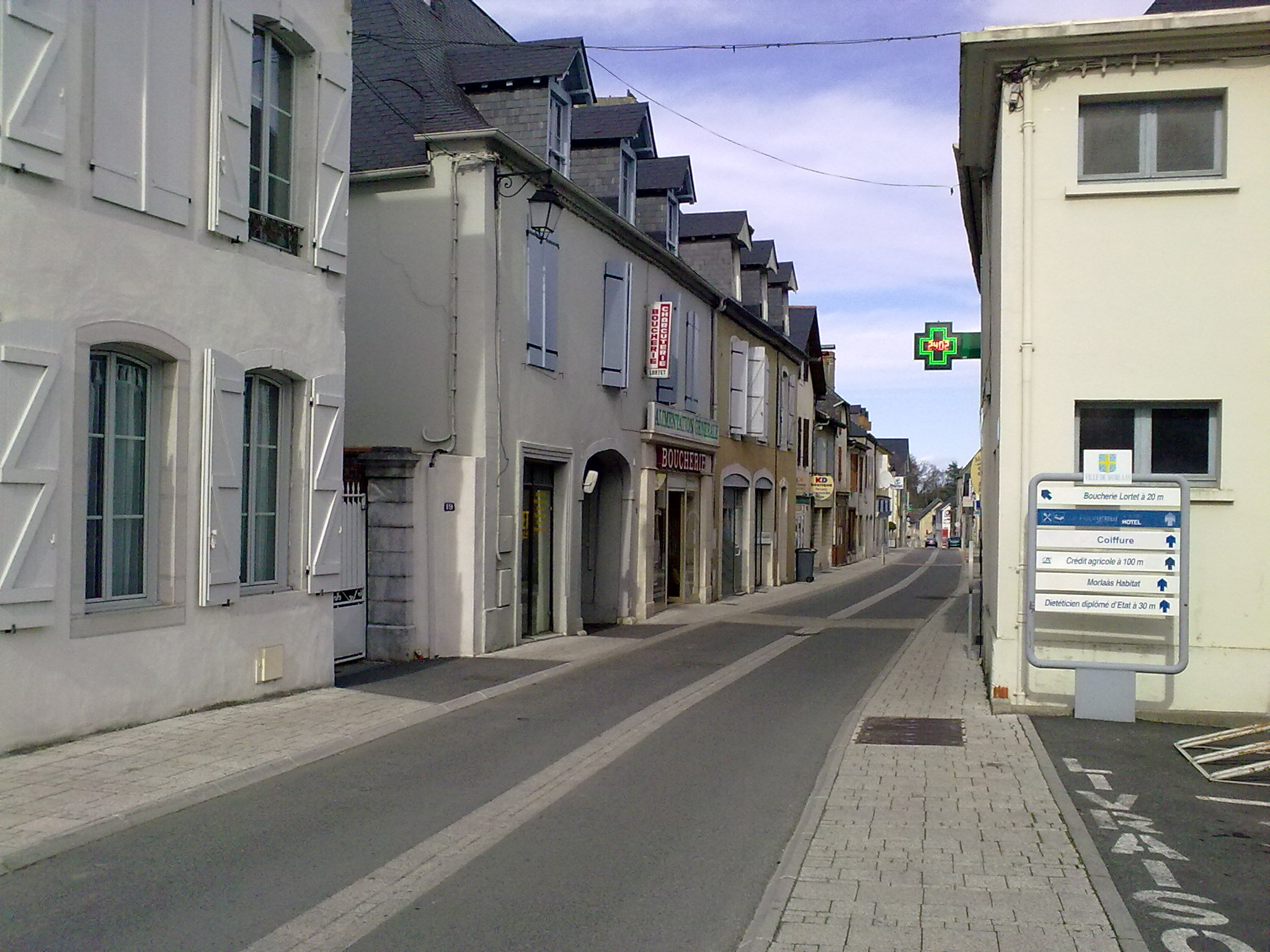
Calle principal de Morlaàs.

El municipio de Morlaàs está situado en el departamento de Pirineos Atlánticos, en la región de Nueva Aquitania.
Se encuentra a 11,4 km por carretera de Pau, prefectura del departamento, oficina centralizadora del cantón de Pays de Morlaàs y Montanérès del que depende el municipio desde 2015 para las elecciones departamentales El municipio también forma parte de la superficie habitable de Pau.
Los municipios más cercanos son: Saint-Jammes (1,8 km), Serres-Morlaàs (2,0 km), Maucor (2,1 km), Higuères-Souye (3,8 km), Buros (3,9 km), Ouillon (3,9 km), Bernadets (4,1 km), Gabaston (4,7 km).
Histórica y culturalmente, Morlaàs forma parte de la provincia de Bearne, que también fue un estado y que presenta una unidad histórica y cultural a la que se opone una sorprendente diversidad de paisajes de relieve atormentado.
Morlaàs limita con 10 municipios, incluido Pau en el suroeste y Sendets en dos lugares.

## Demografía
| 1329 | 1478 | 1913 | 2411 | 3094 | 3658 | 4294 |
| Para los censos de 1962 a 1999 la población legal corresponde a la población sin duplicidades (Fuente: INSEE [Consultar]) |      |      |      |      |      |      |

## Historia
Del siglo X al XII, Morlaàs fue residencia de los vizcondes de Bearne y capital de Bearne en lugar de Lescar, destruida en el siglo IX. Orthez le seguiría en el siglo XII. La carta de Morlaàs data del año 1101.
Allí hubo conventos de jacobinos y cordeliers. La comuna formaba parte del arcediano de Vic-Bilh, que dependía del obispado de Lescar y del que Lembeye era la capital.
A principios del siglo XIII, Morlaàs reunió el priorato de Sainte-Foi (o Sainte-Foy), la ciudad de Saint-Nicolas (noroeste) y Bourg-Neuf (este). En 1385 se produjeron allí trescientos incendios.
Morlaàs acuñó moneda en el castillo de la Hourquie (o la Fourquie, cuyo lugar exacto hoy desconocemos) desde el siglo IX; La tierra de Morlan se utilizó en todo el sur de Francia durante la Edad Media. En 1690, el taller monetario se trasladó a Pau. Los pesos y medidas de Morlaàs sirvieron de referencia para todo Bearne incluso en Sola y Baja Navarra.

Moneda acuñada en Morláas
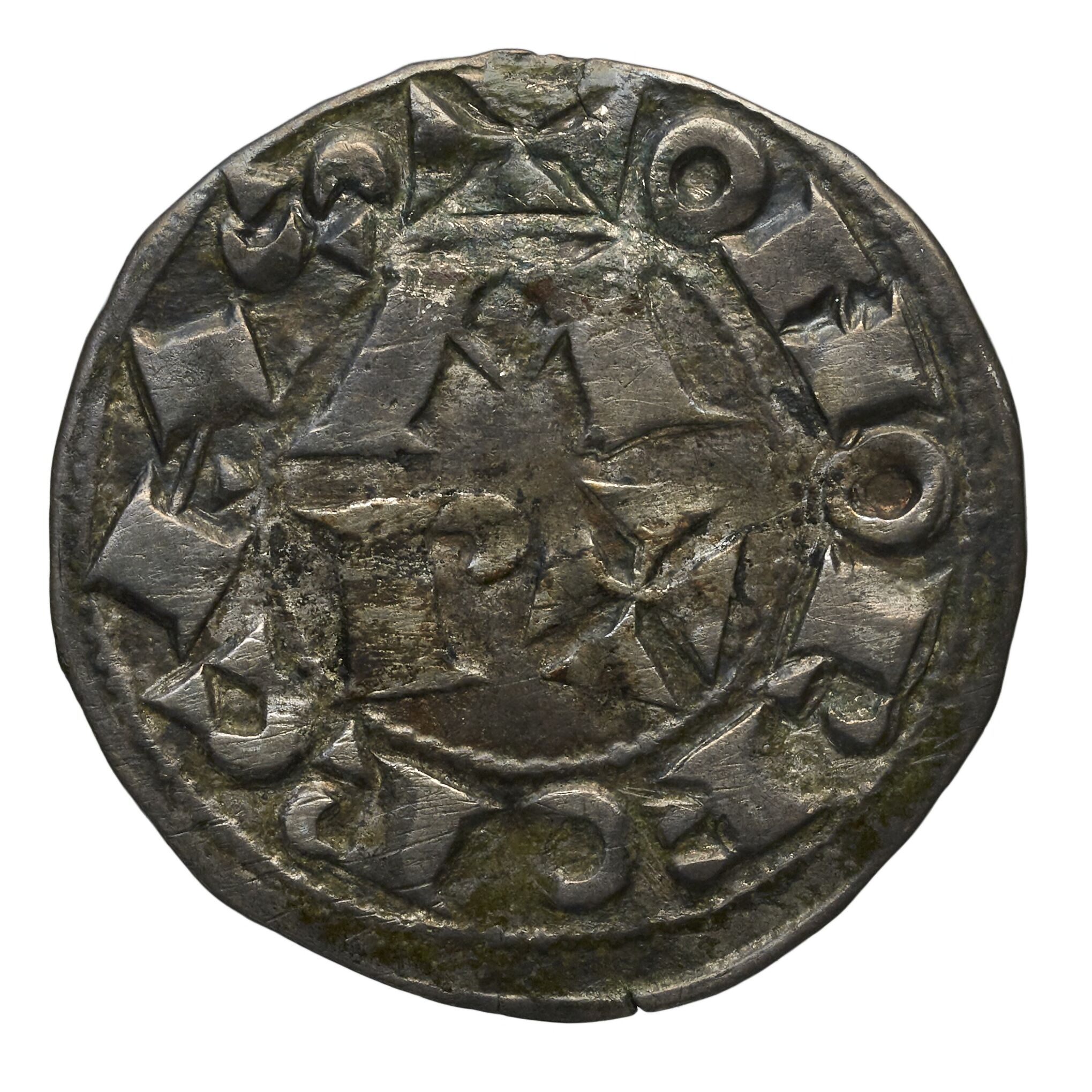
Dinero morlanés Anverso
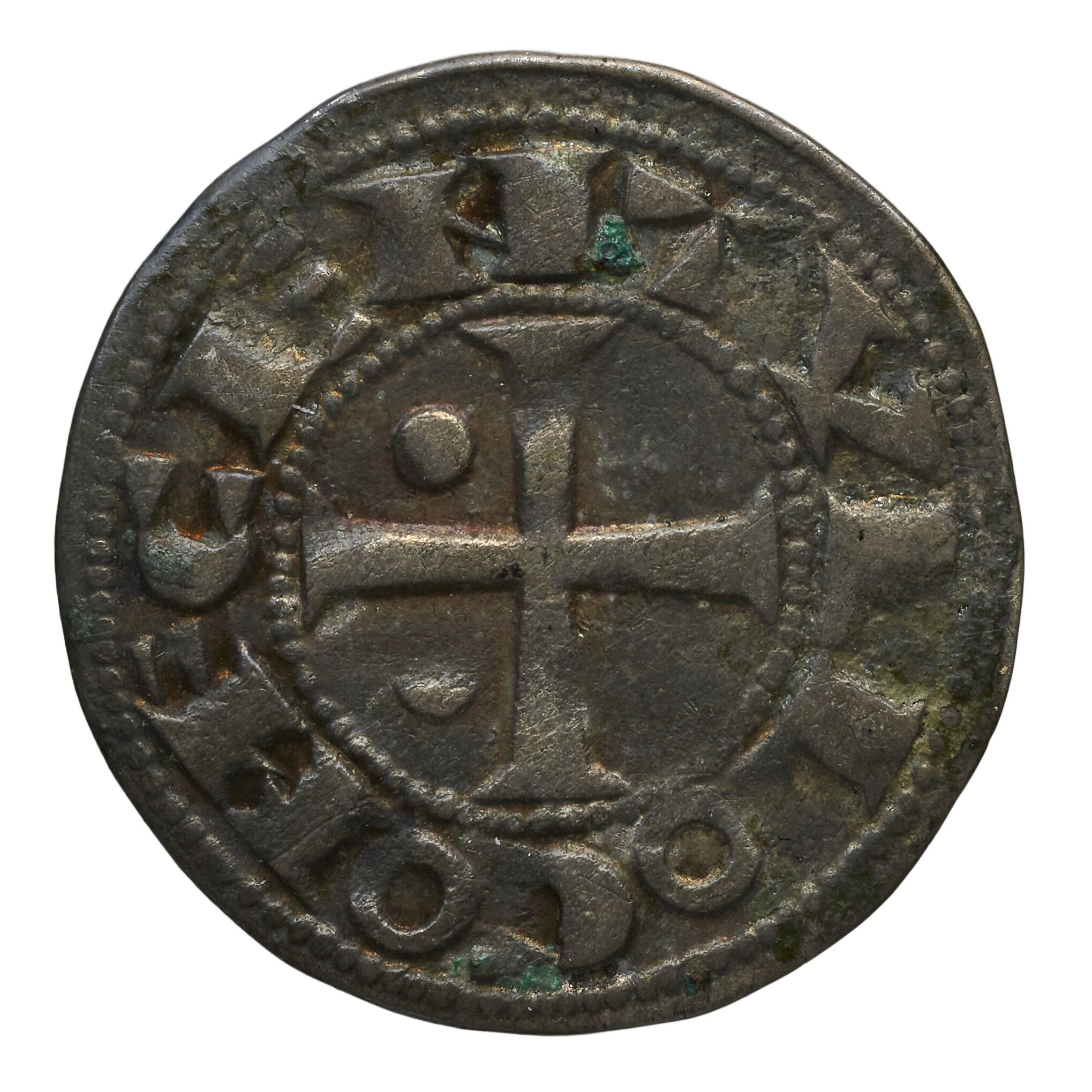
Dinero morlanés Reverso

## Hermanamientos
- Manteigas  Portugal desde 1989;[15]
- Tostedt  Alemania desde 1989;[15]
- Uncastillo,  España.[15][16]